# Terry Edward Branstad
Terry Edward Branstad, ameriški politik in pedagog, * 17. november 1946.
Branstad je bil guverner Iowe med letoma 1983 in 1999 (štirje mandati).